# 宽身舌蛭
宽身舌蛭（学名：Glossiphonia lata）为舌蛭科舌蛭属的动物，俗名阔节吻蛭、宽扁蛭、阔身舌蛭、宽身扁蛭。分布于日本、美国、台湾岛以及中国大陆的黑龙江、吉林、辽宁、甘肃、内蒙古、陕西、河北、山西、山东、河南、江苏、浙江、湖北、湖南、江西、贵州、四川、云南、广西、广东、福建、西藏等地，营寄生生活，在池沼的水草和石块上很普遍以及亦可寄生在河蚌的外套腔中。该物种的模式产地在日本。